# Club Deportivo Numancia de Soria 2013-2014
Questa voce raccoglie le informazioni riguardanti il Club Deportivo Numancia de Soria nelle competizioni ufficiali della stagione 2013-2014.

## Rosa
| N. |                      | Ruolo | Calciatore         |
| -- | -------------------- | ----- | ------------------ |
| 1  | Spagna (bandiera)    | P     | Biel Ribas         |
| 2  | Francia (bandiera)   | D     | Mickaël Gaffoor    |
| 3  | Spagna (bandiera)    | D     | Adrián Ripa        |
| 4  | Spagna (bandiera)    | D     | Javier Gallardo    |
| 5  | Spagna (bandiera)    | D     | Francisco Regalón  |
| 6  | Spagna (bandiera)    | D     | Isidoro            |
| 7  | Spagna (bandiera)    | C     | Miguel Ángel Nieto |
| 8  | Spagna (bandiera)    | C     | Miguel Palanca     |
| 9  | Spagna (bandiera)    | A     | Pedro Martín       |
| 10 | Venezuela (bandiera) | C     | Julio Álvarez      |
| 11 | Spagna (bandiera)    | A     | Javier Del Pino    |

| N. |                   | Ruolo | Calciatore      |
| -- | ----------------- | ----- | --------------- |
| 13 | Spagna (bandiera) | P     | Raúl Fernández  |
| 14 | Spagna (bandiera) | C     | Víctor Andrés   |
| 16 | Spagna (bandiera) | D     | Juanma          |
| 17 | Spagna (bandiera) | C     | Marc Pedraza    |
| 18 | Spagna (bandiera) | C     | Vicente Pérez   |
| 19 | Spagna (bandiera) | A     | Natalio Lorenzo |
| 20 | Spagna (bandiera) | C     | Antonio Tomás   |
| 21 | Spagna (bandiera) | C     | Miguel Bedoya   |
| 22 | Spagna (bandiera) | C     | Javi Bonilla    |
| 23 | Spagna (bandiera) | A     | Sergi Enrich    |
| 24 | Spagna (bandiera) | D     | Baltasar Rigo   |